# 蒙特雷 (奥伦塞省)
蒙特雷，是西班牙加利西亚自治区奥伦塞省的一个市镇。总面积119平方公里，总人口3314人（2001年），人口密度28人/平方公里。